# 크레이그 역방위도법

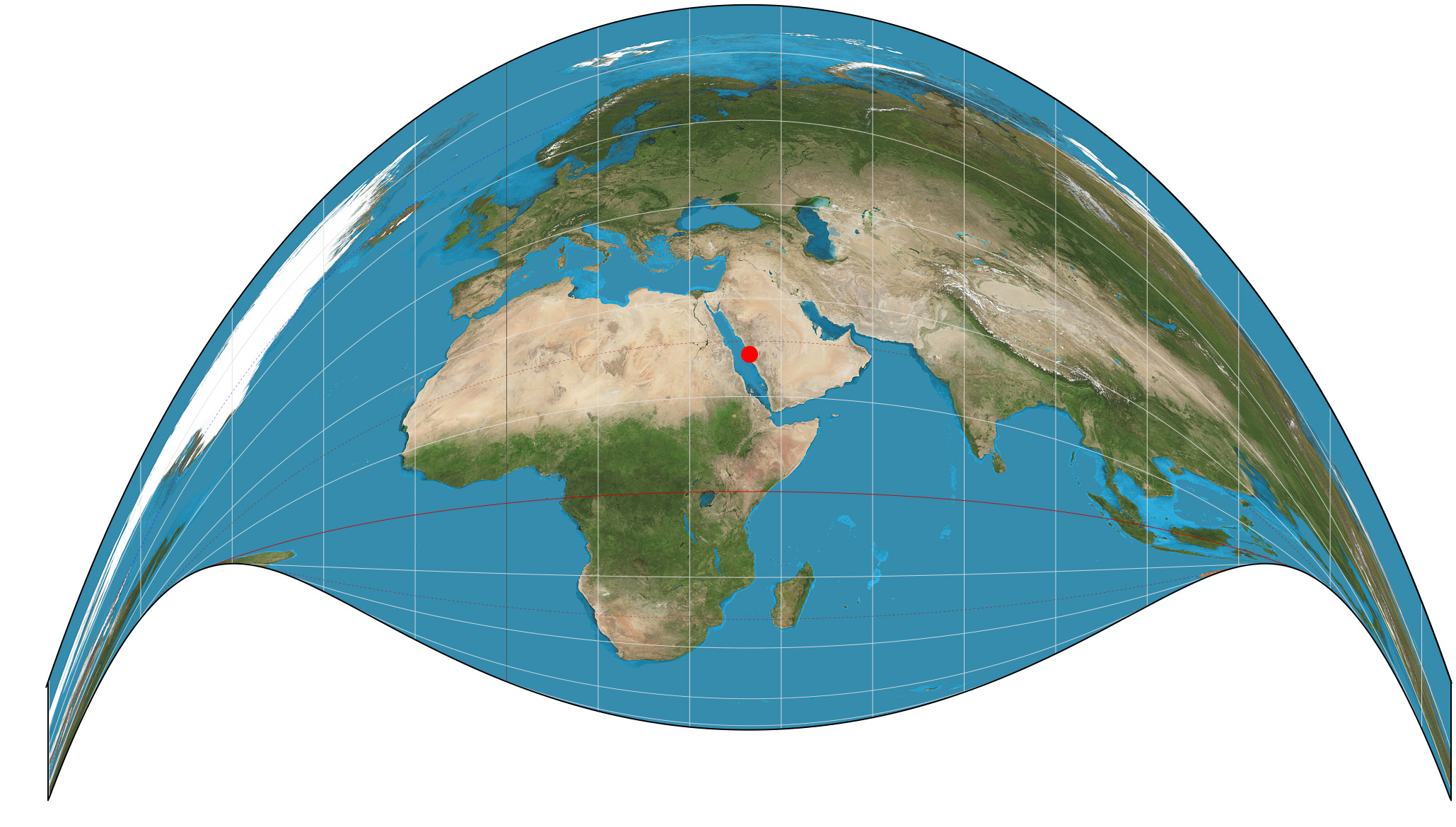
메카를 중심으로 한 크레이그 역방위 도법

크레이그 역방위도법은 1909년 제임스 아일랜드 크레이그(James Ireland Craig)에 의해 만들어진 지도 투영법이다. 이는 원통도법을 수정한 것이다. 역방위 도법으로서 임의의 점에서 관심 위치를 향하는 방향을 보존한다. 이집트에서 지도 제작자로 일했던 크레이그가 무슬림들이 키블라를 찾는 데 도움을 주기 위해 이 투영법을 만들었기 때문에 이 투영법은 메카 투영법으로도 알려져 있다. 이러한 지도에서 메카는 구성 가능한 관심 위치이다.
위도 {\displaystyle \phi }, 고정 관심 위치의 위도 {\displaystyle \phi _{0}}, 경도 {\displaystyle \lambda }, 고정 관심 위치의 경도 {\displaystyle \lambda _{0}}가 주어졌을 때 도법의 방정식은 다음과 같이 정의된다.
{\displaystyle {\begin{aligned}x&=\lambda -\lambda _{0}\\y&={\frac {\lambda -\lambda _{0}}{\sin \left(\lambda -\lambda _{0}\right)}}{\Big (}\sin \phi \cos \left(\lambda -\lambda _{0}\right)-\tan \phi _{0}\cos \phi {\Big )}\end{aligned}}}
그러나 {\displaystyle \lambda =\lambda _{0}}일 때 위 식에서 {\displaystyle y}는 정의되지 않는데, 대신 이 점은 제거 가능 불연속점이므로 함수를 연속화할 수 있다.
{\displaystyle y(\lambda _{0},\phi )=\sin \phi \cos \left(\lambda _{0}-\lambda _{0}\right)-\tan \phi _{0}\cos \phi =\sin \phi -\tan \phi _{0}\cos \phi }

## 같이 보기
- 지도 투영법
- 하머 역방위도법